# Thrifty Rent A Car

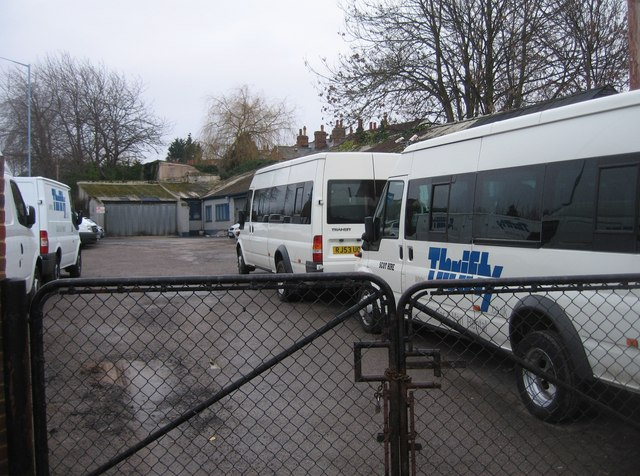
Thrifty Ford Transits in Basingstoke, Vereinigtes Königreich

Thrifty Rent A Car ist ein auf Franchise-Basis arbeitendes US-amerikanisches Mietwagenunternehmen mit über 1100 Geschäftsstellen.

## Geschichte
Thrifty wurde 1958 gegründet. Im Jahre 1989 erfolgte der Verkauf an Chrysler. Ab 1990 gab es eine enge Zusammenarbeit mit der anderen Chrysler-Tochter Dollar. Thrifty und Dollar wurden 1990 in ein eigenständiges Tochterunternehmen Dollar Thrifty Automotive Group überführt.
In Deutschland wurde 2002 mit dem Lizenznehmer Terstappen ein Vertrag mit Thrifty Rent A Car abgeschlossen.